# NGC 1164
NGC 1164 is een balkspiraalstelsel in het sterrenbeeld Perseus. Het hemelobject werd op 18 september 1828 ontdekt door de Britse astronoom John Herschel.

## Synoniemen
- PGC 11441
- UGC 2490
- IRAS02587+4223
- MCG 7-7-16
- ZWG 540.28
- MK 1067
- NPM1G +42.0105